# Songs of Our Soil
Songs of Our Soil je šesti album Johnnyja Casha. Originalno je objavljen u rujnu 1959., ali je doživio reizdanje 27. kolovoza 2002. s dvjema bonus pjesmama.
Album je sam po sebi kuriozitet jer većina pjesama govori o umiranju. Sa smrću završavaju "The Man on the Hill," "Hank and Joe and Me," "Clementine," "The Great Speckled Bird" i "My Grandfather's Clock." "Don't Step on Mother's Roses" govori o obitelji koja gubi roditelje; prvo Majku pa Tatu. "The Caretaker" je priča o grobaru koji razmišlja tko će njega oplakivati kad mu dođe vrijeme. Čak i "Five Feet High and Rising" i "Old Apache Squaw" spominje smrt na neki način.
Cash je priznao kako je u to vrijeme bio fasciniran smrću, djelomično zbog svoje ovisnosti o amfetaminima i barbituratima.

## Popis pjesama
1. "Drink to Me" – 1:54
2. "Five Feet High and Rising" – 1:46
3. "The Man on the Hill" – 2:09
4. "Hank and Joe and Me" – 2:13
5. "Clementine" (Billy Mize, Buddy Mize) – 2:30
6. "Great Speckled Bird" (Roy Carter, Guy Smith) – 2:09
7. "I Want to Go Home" – 1:58
8. "The Caretaker" – 2:06
9. "Old Apache Squaw" – 1:46
10. "Don't Step on Mother's Roses" – 2:34
11. "My Grandfather's Clock" (Traditional) – 2:45
12. "It Could Be You (Instead of Him)" (Vic McAlpin) – 1:50

### Bonus pjesme
1. "I Got Stripes" (Cash, Charlie Williams) – 2:05
2. "You Dreamer You" – 1:49

## Izvođači
- Johnny Cash - aranžman, gitara, vokali, glavni izvođač
- Al Casey - gitara
- Luther Perkins - električna gitara
- Marshall Grant - bas
- Marvin Hughes - kalvir
- Morris Palmer - bubnjevi

## Ljestvice
Singlovi - Billboard (Sjeverna Amerika)
| Godina | Singl                       | Ljestvica        | Pozicija |
| ------ | --------------------------- | ---------------- | -------- |
| 1959.  | "Five Feet High and Rising" | Country singlovi | 14       |
| 1959.  | "Five Feet High and Rising" | Pop singlovi     | 76       |

## Vanjske poveznice
- Podaci o albumu i tekstovi pjesama